# Borba pijetlova
Borba pijetlova je krvavi sport u kojem se dva pijetla bore za dominaciju. Borbe najčešće završavaju fizičkom iscrpljenošću, odnosno kada jedan od pijetlova nije u stanju pružiti otpor drugom pijetlu. Nije rijedak ni slučaj da oba pijetla budu toliko fizički iscrpljena da ne mogu nastaviti borbu i u tom slučaju se borba proglašava neriješenom. Ponekad (dosta rijetko) se događa da se pijetlovi bore do smrti. U državama poput SAD-a, Ujedinjenog Kraljevstva, Francuske, Španjolske, Filipina itd. postoji tradicija puštanja pijetlova u borbu s mamuzama (najčešće metalnim). Takve borbe često završavaju smrću poraženog pijetla, a nerijetko i smrću obje životnije. U nekim balkanskim državama postoji tradicija puštanja pijetlova u borbu s prirodnim mamuzama. 

## Porijeklo
Borbenost je urođena osobina pijetlova da u susretu s pripadnicima iste vrste i istoga spola pokazuju želju za dominacijom. Ta želja za dominacijom u njihovom susretu izlazi na vidjelo u obliku fizičkog obračuna koja je iskorištena za zabavu ljudi u obliku borbe. Najčešće je u borbe pijetlova umiješano i kockanje, tj. klađenje na jednu životinju.

## Reakcije
U SAD-u i većem dijelu Europe borba pijetlova je strogo zabranjena. Po mnogima je to strogo kršenje životinjskih prava, a razna društva za zaštitu životinja čine sve kako bi spriječili daljnje borbe. 